# Калинковичі (станція)
Кали́нковичі (біл. Калінкавічы) — вузлова вантажно-пасажирська залізнична станція в однойменному місті Гомельської області. Підпорядковується Гомельському відділенню Білоруської залізниці.

## Історія
Одноколійна залізниця Гомель — Берестя прокладена через місто у 1882 році, але пройшла на кілька кілометрів північніше. 
1886 року у Калинковичах були зведені станційні споруди, але власне станція отримала назву Мозир. 
9 листопада 1915 року, після введення в експлуатацію дільниці Овруч — Жлобин залізничної лінії Петроград — Одеса, станція стала залізничним вузлом. Новий напрямок обслуговувало побудоване тоді ж друге, оборотне Подільське паровозне депо.
Будівля першого вокзалу була одноповерховою і дерев'яною. У 1953 році, замість знищеного під час Другої світової війни вокзалу, неподалік було зведено інший — двоповерховий площею 775 м².
У грудні 2002 року було закінчено капітальний ремонт усього комплексу вокзалу.
27 грудня 2021 року Білоруська залізниця, завдяки електрифікації дільниці Свєтлогорськ-на-Березині — Калинковичі, відкрила рух електропоїздів за маршрутом Мінськ — Калинковичі.